# Piteciíneos
Pitheciinae é uma subfamília de Pitheciidae. Contém três gênero e 14 espécies. Pithecíneos habitam floresta do norte e centro da América do Sul, a leste dos Andes.
São primatas de pequeno a médio porte, com uma densa pelagem que varia de coloração entre as espécies indo desde preto e cinzento, até marrom e branco. Partes da cabeça podem ser desprovidas de pelos. A cauda, que não é usada para agarra mas sim para equilíbrio, também possui longos pelos, embora a cauda dos uacaris sejam mais curta.
São diurnos e arborícolas. São bons escaladores e passam a maior parte do tempo em cima das árvores. Vivem em grupos pequenos ou em grupos com até mais de 50 animais. Se comunicam com uma variedade grande de sons, como longos choros e piados parecidos com de pássaros.
São geralmente onívoros, e os principais itens da dieta são frutos e insetos. Geralmente parem um filhote de cada vez, após 5 ou 6 meses de getação. Alcançam a maturidade sexual ao redor de 3 a 4 anos e podem viver até 15 anos de idade.

## Taxonomia e evolução
- Família Pitheciidae
  - Subfamília Pitheciinae
    - Gênero Pithecia
      - Pithecia pithecia
      - Pithecia monachus
      - Pithecia irrorata
      - Pithecia aequatorialis
      - Pithecia albicans

    - Gênero Chiropotes
      - Cuxiú-preto, Chiropotes satanas
      - Chiropotes chiropotes
      - Chiropotes israelita
      - Chiropotes utahickae
      - Cuxiú-de-nariz-branco, Chiropotes albinasus

    - Gênero Cacajao
      - Uacari-preto, Cacajao melanocephalus
      - Uacari-branco, Cacajao calvus
      - Cacajao ayresii[nota 1]
      - Cacajao hosomi[nota 1]

## Nota de rodapé
1. 1 2  Espécies descritas recentemente a partir de Cacajao melanocephalus.[2]